# Річард Вейнбергер
Річард Вейнбергер  (англ. Richard Weinberger, 7 червня 1990) — канадський плавець, олімпійський медаліст.

## Виступи на Олімпіадах
| Олімпіада   | Дисципліна              | Місце |
| ----------- | ----------------------- | ----- |
| Лондон 2012 | 10 км на відкритій воді | 3     |